# Macrocneme chiriquicola
Macrocneme chiriquicola là một loài bướm đêm thuộc phân họ Arctiinae, họ Erebidae.